# 잠수함 발사 순항 미사일

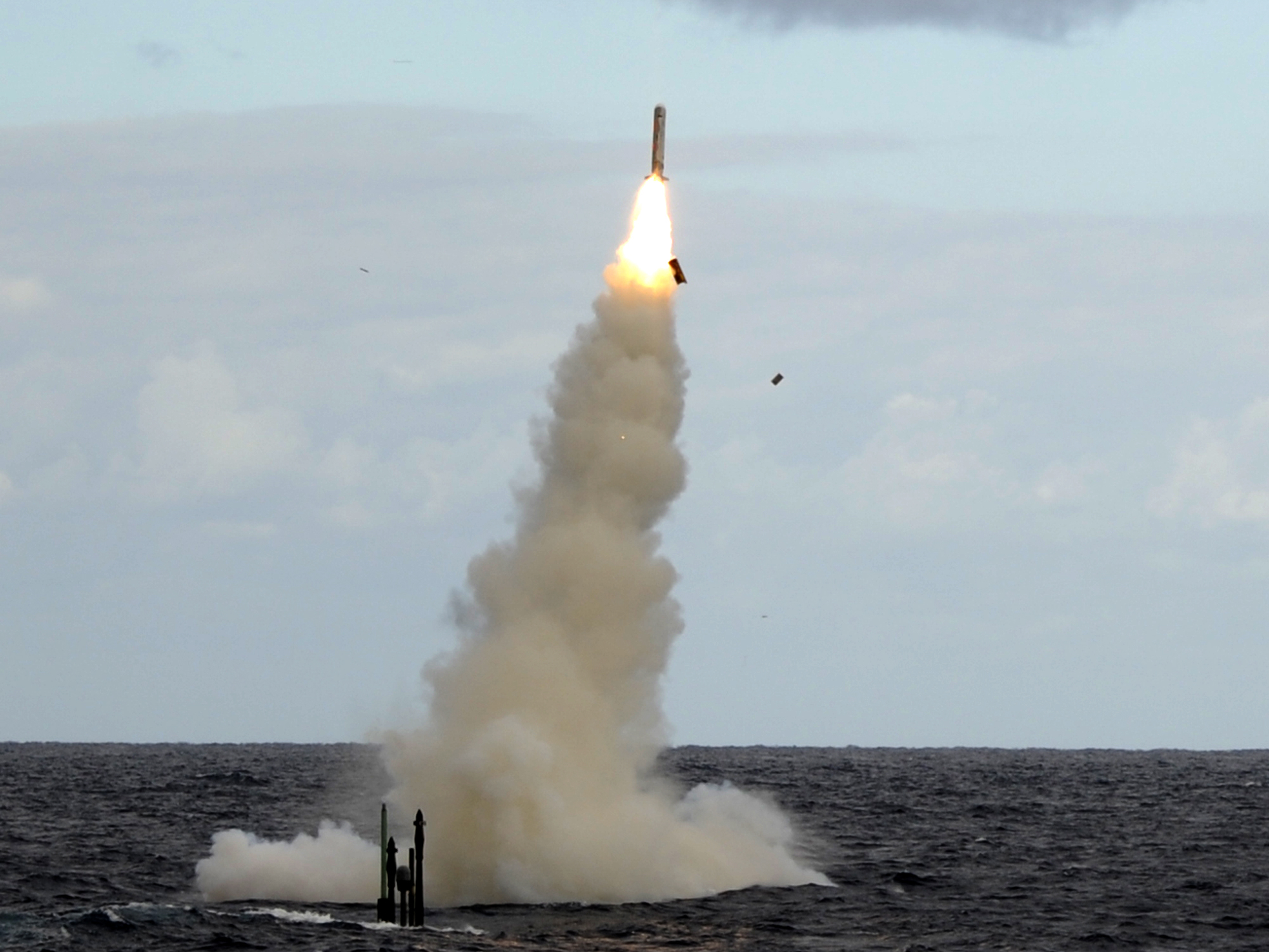
HMS 애스튜트가 2011년에 토마호크 미사일을 발사하는 모습

잠수함발사 순항 미사일(영어: Submarine-launched cruise missile, SLCM)은 잠수함(특히 SSG 또는 SSGN)에서 발사되는 순항 미사일이다. 현재 버전은 일반적으로 재래식 또는 핵 탄두로 미리 정해진 지상 목표물을 공격하는 데 사용되는 함대지 미사일 (LACM)로 알려진 원거리 공격 미사일이다. 대함 미사일 (ASCM)도 사용되며, 일부 잠수함 발사 순항 미사일은 두 가지 기능을 모두 수행하는 변형을 가지고 있다.

## 개발 역사
미국 해군의 첫 함대지 순항 미사일 잠수함(4척의 SSG와 1척의 SSGN)은 1958년부터 1964년 퇴역할 때까지 레귤러스 미사일을 배치했으며, 태평양에 탄도미사일 잠수함(SSBN)에 폴라리스가 도착하면서 퇴역했다. 미국은 1981년부터 잠수함에 단거리 하푼 대함 미사일을 배치했다. 소련 해군은 1950년대 후반 13척의 위스키급 잠수함(프로젝트 613)을 함대지 순항 미사일(LACM) 역할로 개조했으며(위스키 단일 실린더, 위스키 이중 실린더, 위스키 롱 빈), P-5 퍄툐르카 (П-5) 미사일로 무장했다.
1960년대 후반 잠수함 발사 탄도 미사일(SLBM)로 무장한 소련 SSBN이 사용 가능해지자, 샤도크 LACM은 철수되었고 대함 미사일(ASCM) 버전으로 대체되었다. 1960년대의 에코급 잠수함과 줄리엣급 잠수함은 유사한 무장 역사를 가지고 있으며, 에코 I은 대함 유도 레이더를 수용할 수 없어 공격 잠수함으로 개조되었다. SS-N-3 ASCM은 결국 SS-N-12 (P-500)로 대체되었다. 이후 찰리급 잠수함과 프로젝트 949 안테이급 잠수함은 장거리 ASCM인 SS-N-9 (P-120)와 SS-N-19 (P-700)를 각각 사용하도록 설계되었다. 현재는 오스카급만이 운용 중이다. 1990년, 소련 해군이 50~300기의 SLCM을 배치했다고 보고되었다. 현재의 프로젝트 971 슈카-B형 잠수함과 세베로드빈스크급 잠수함은 SS-N-21 (S-10) LACM으로 무장하고 있다.
네 척의 미국 해군 오하이오급 잠수함 SSBN은 2000년대 중반에 개조되어 개조된 수직발사 SLBM 튜브에서 최대 144기의 토마호크 순항 미사일을 일제히 발사할 수 있게 되었다. 이는 공격 잠수함에서 어뢰 발사관을 통해 순항 미사일을 발사하는 것과는 대조적이다. 잠수함이 미사일 구축함이나 순양함보다 가지는 장점은 탐지되지 않고 잠수하여 발사할 수 있다는 점이다. 토마호크는 1983년부터 미국 해군 공격 잠수함에 배치되었으며, 원래는 LACM과 ASCM 버전이 있었으나 ASCM 버전은 1990년대에 철수되었다.
NPO 노바토르가 설계한 소련의 RK-55 아음속 순항 미사일은 배치되지는 않았지만 러시아에서 여전히 운용 중일 수 있다. 2015년 10월, 러시아는 카스피해의 소형 함정에서 시리아 목표물에 장거리 칼리브 (클럽) 순항 미사일을 발사했다. 12월에는 지중해의 개량형 킬로급 잠수함 B-237 로스토프나도누에서 칼리브-PL 시스템의 3M14K 순항 미사일 여러 발이 발사되었다. 장거리, 저고도 비행이 가능하며 재래식 또는 핵탄두를 탑재할 수 있고 함대지, 대함 및 대잠 변형으로 사용 가능한 칼리브 미사일의 배치는 유럽의 군사 균형을 변화시키고 유럽에 건설 중인 NATO 미사일 방어 시스템을 잠재적으로 손상시켰다고 알려졌다.
제인스 디펜스 위클리는 돌핀급 잠수함이 핵무장한 것으로 알려져 있으며, 이스라엘에 해상 기반 제2격 능력을 제공한다고 보고했다. 미사일 기술 통제 체제 규칙에 따라 미국 클린턴 행정부는 2000년 이스라엘의 토마호크 장거리 SLCM 구매 요청을 거부했다. 미국 과학자 연맹과 GlobalSecurity.org는 네 개의 대형 어뢰 발사관이 이스라엘이 제작한 핵무장 포페이 터보 순항 미사일을 발사할 수 있다고 보고했다.

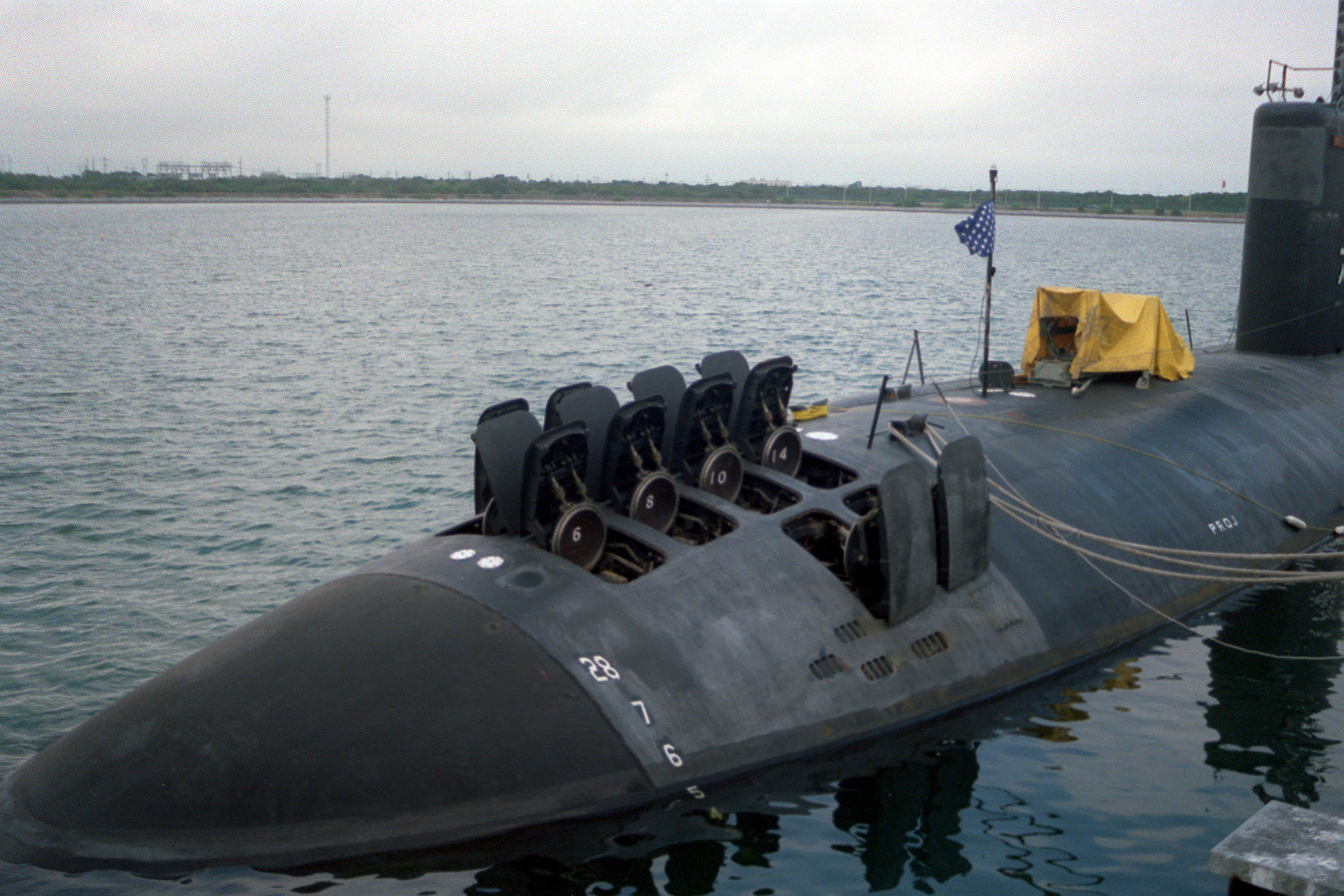
로스앤젤레스급 잠수함인 USS 산타페 (SSN-763)의 전방 섹션으로, 토마호크 미사일을 위한 수직발사장치의 문이 열려 있는 모습이다. VLS에서 발사하는 방식은 소수이다.

## 같이 보기
- 천룡 순항 미사일
- 토마호크 미사일
- 하푼 미사일
- ICBM
- SLBM